# Сахарове (Березівський район)
Саха́рове (в минулому — Ново-Покровське) — село Березівської міської громади у Березівському районі Одеської області в Україні. Населення становить 155 осіб.

## Історія

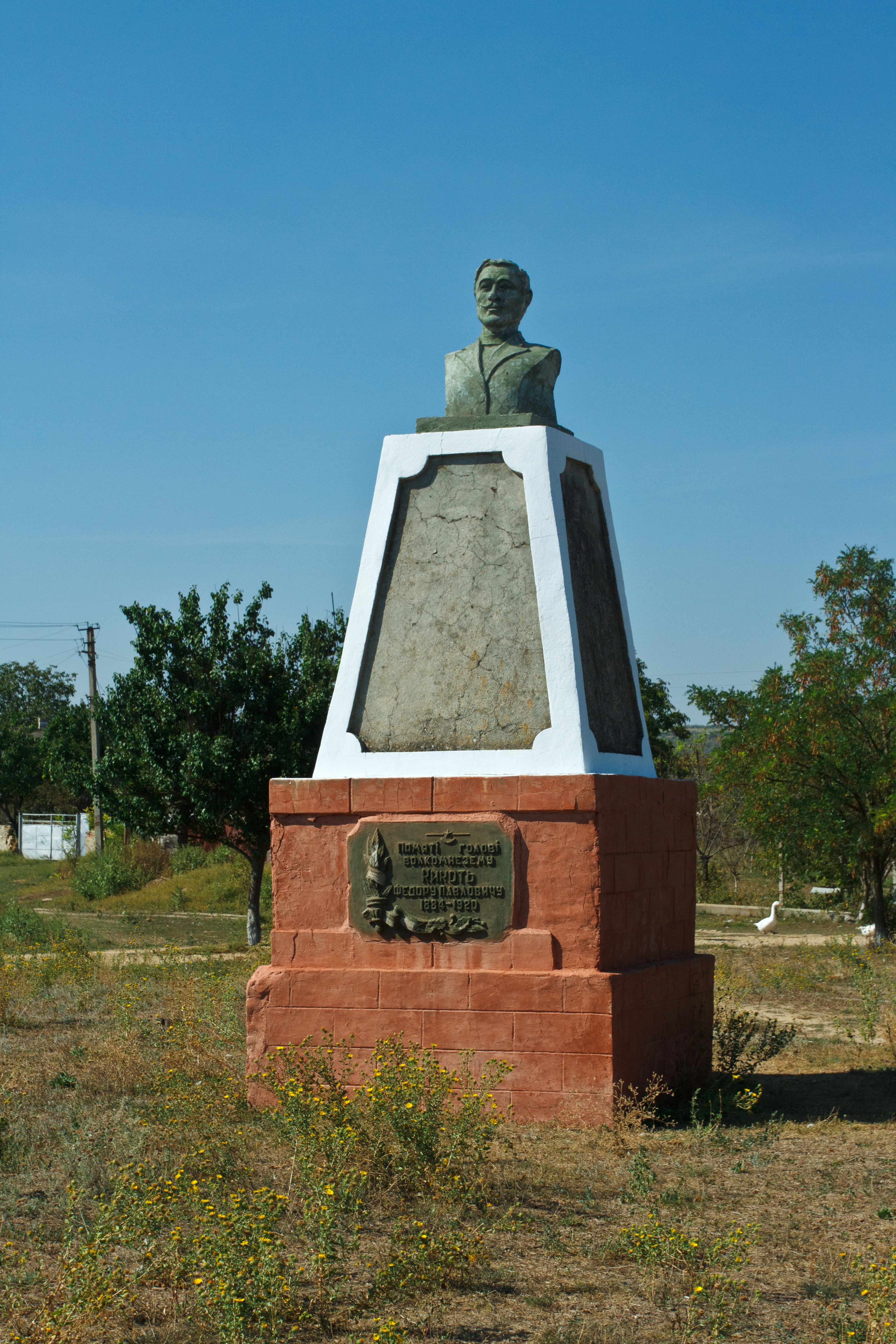
Пам’ятник Ф.П. Кикотю

Станом на 1886 у селі Ново-Покровське, центрі Ново-Покровської волості Одеського повіту Херсонської губернії, мешкало 173 особи, налічувалось 22 дворових господарства. За 2½ версти — постоялий двір. За 3 версти — поштова станція. За 7 верст — постоялий двір. За 10 верст — незакінчена православна церква. За 11 верст — постоялий двір.
У 2019 році було демонтовано Пам'ятник Ф. П. Кикотю — голові колгоспу, комітету бідноти на історичному місці розстрілу у 1920 р.

## Населення
Згідно з переписом 1989 року населення села становило 242 особи, з яких 114 чоловіків та 128 жінок.
За переписом населення 2001 року в селі мешкало 249 осіб.

### Мова
Розподіл населення за рідною мовою за даними перепису 2001 року:
| Мова       | Чисельність | Відсоток |
| ---------- | ----------- | -------- |
| українська | 233         | 93,57%   |
| румунська  | 9           | 3,61%    |
| російська  | 7           | 2,82%    |
| Усього     | 249         | 100%     |